# Seekirche (Seefeld)

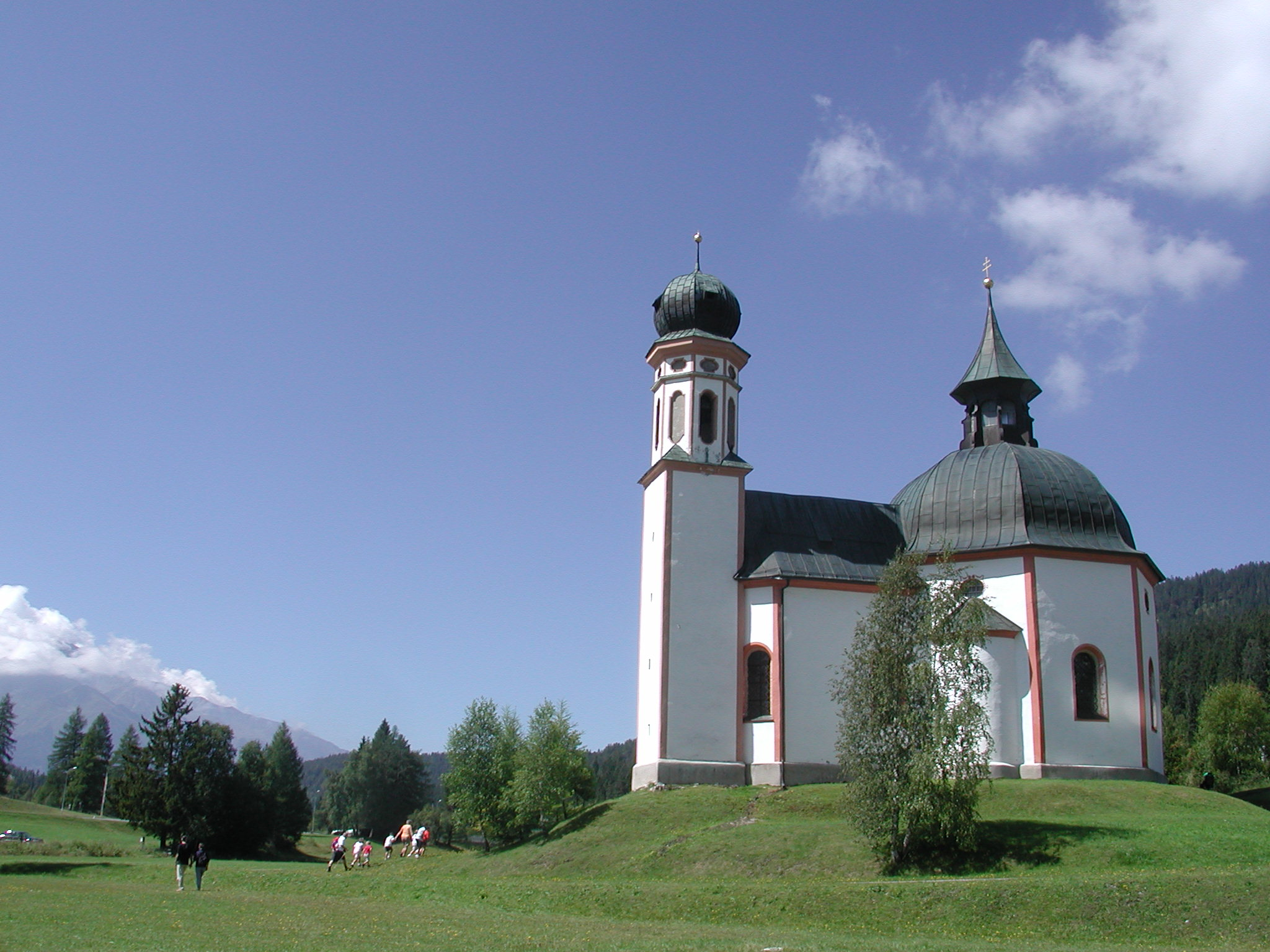
Seitenansicht des Seekirchls

Die Seekirche Heiliges Kreuz, hierorts Seekirchl oder Heiligkreuzkirche, steht, als Wahrzeichen bei Seefeld in Tirol, am Ortsrand des Ortsteils Kirchwald.

## Geschichte und Bauweise

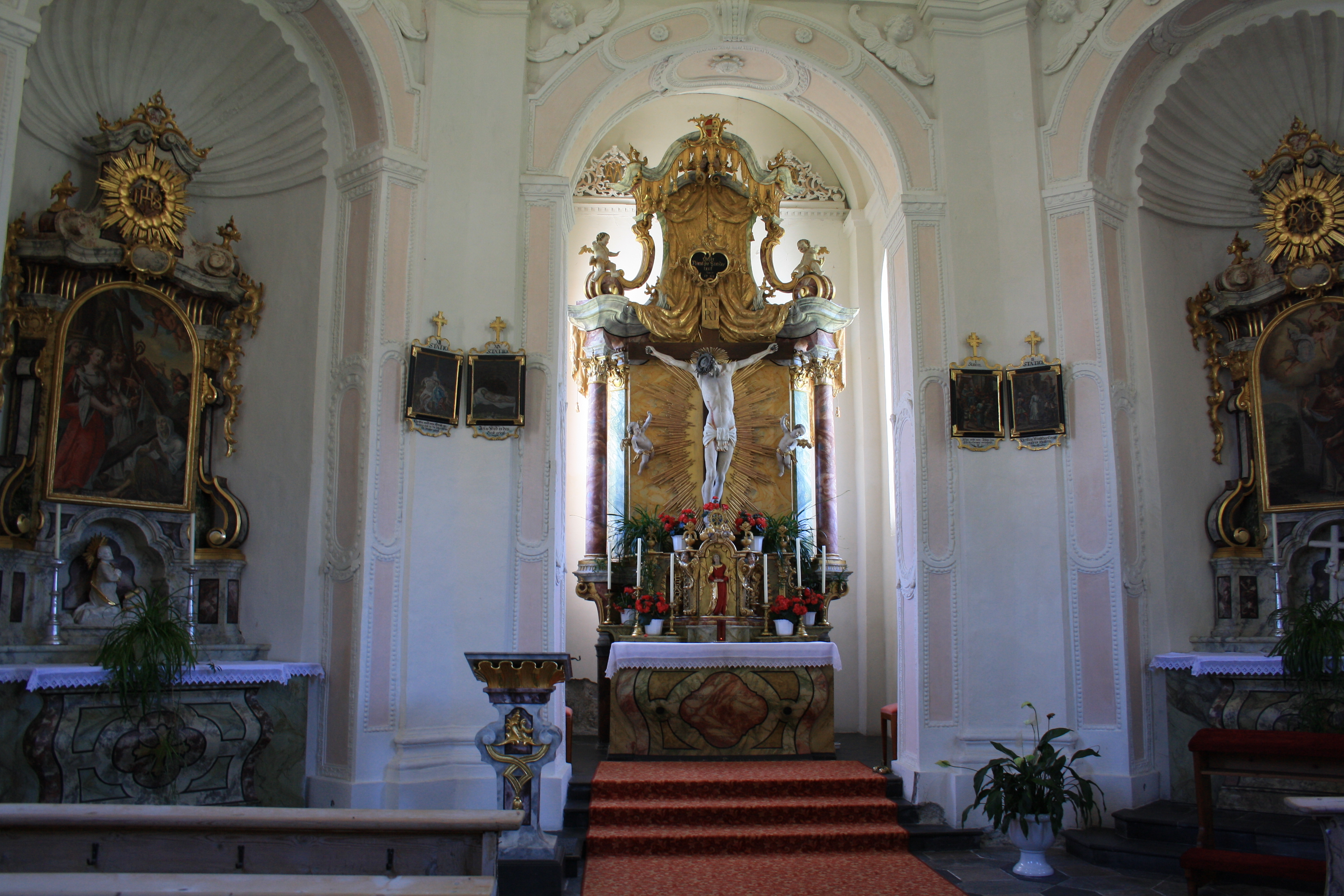
Innenansicht

Die Kirche dient als Votivkirche eines wundertätigen Kruzifixes.
Erzherzog Leopold V. initiierte die Errichtung einer Kirche 1629, 1666 wurde sie vollendet. Das Seekirchl stand damals inmitten des von Herzog Sigmund dem Münzreichen im 15. Jahrhundert angelegten Kreuzsees, welcher 1808 abgelassen wurde. Das Seekirchl wurde bald eine wichtige Wallfahrtskirche, neben der Pfarrkirche die zweite Seefelds.
Es handelt sich um einen hochbarocken, achteckigen Zentralbau mit Kuppel, eine in Tirol seltene Bauform, mit beigestelltem Turm.
Baumeister war der Innsbrucker Hofbaumeister Christoph Gumpp der Jüngere, die Malerei – zwei Hochaltarbilder (1771), zwei Wandbilder zur Legende des Seefelder Kreuzes (um 1772) – stammen von Josef Anton Puellacher.
Das schmiedeeiserne Gitter des Altarraumes im Knorpelstil wurde 1978 – „etwas unpassend“ – unter der Empore eingebaut.
Die Kirche steht unter Denkmalschutz.